# Будь вечны наши жизни
«Будь вечны наши жизни» (англ. World Enough and Time) — одиннадцатая серия десятого сезона британского научно-фантастического телесериала «Доктор Кто». Премьера эпизода состоялась 24 июня 2017 года на канале BBC One. Сценарий серии написан Стивеном Моффатом. Режиссёром выступила Рэйчел Талалэй.
В этом эпизоде впервые в истории сериала состоялась встреча разных воплощений Мастера (в исполнении Мишель Гомес и Джона Симма) как друг с другом, так и с Доктором (Питер Капальди). Также в эпизоде вернулись оригинальные киберлюди с планеты Мондас, которых в последний раз видели в серии «Десятая планета».

## Синопсис
Дружеские побуждения приводят Доктора к самому опрометчивому решению в жизни. Оказавшись в ловушке на огромном космическом корабле, уходящем за горизонт событий чёрной дыры, он видит смерть того, кого поклялся защищать. Может ли он как-либо исправить свою ошибку? Или уже ничего нельзя изменить? На этот раз время против своего повелителя.

## Сюжет
В открывающей сцене серии посреди заснеженного ландшафта материализуется ТАРДИС, из которой выходит смертельно раненный Доктор, падает на колени и начинает регенерировать.
Перед этим у Доктора появляется идея проверить благие намерения Мисси, предложив ей вместе с Билл и Нардолом выбрать сигнал тревоги и прийти на помощь тем, кто его посылает. На машине времени они отправляются на гигантский космический корабль, предназначенный для колонистов, который пытается покинуть пределы чёрной дыры. Их появление замечает один из членов экипажа корабля, Жорж. На капитанский мостик с помощью лифта поднимаются некие существа, и Жорж, опасаясь их прибытия, угрожает пистолетом и требует у компании признаться, кто из них является человеком. Билл говорит, что ему нужна она, и тогда Жорж стреляет в неё из своего оружия. Замаскированные, облачённые в больничные халаты человеческие фигуры настигают их и забирают тело Билл, заявляя, что могут её починить. Прямо перед отбытием лифта Доктор с помощью телепатии обращается к подсознанию Билл с просьбой дождаться его.

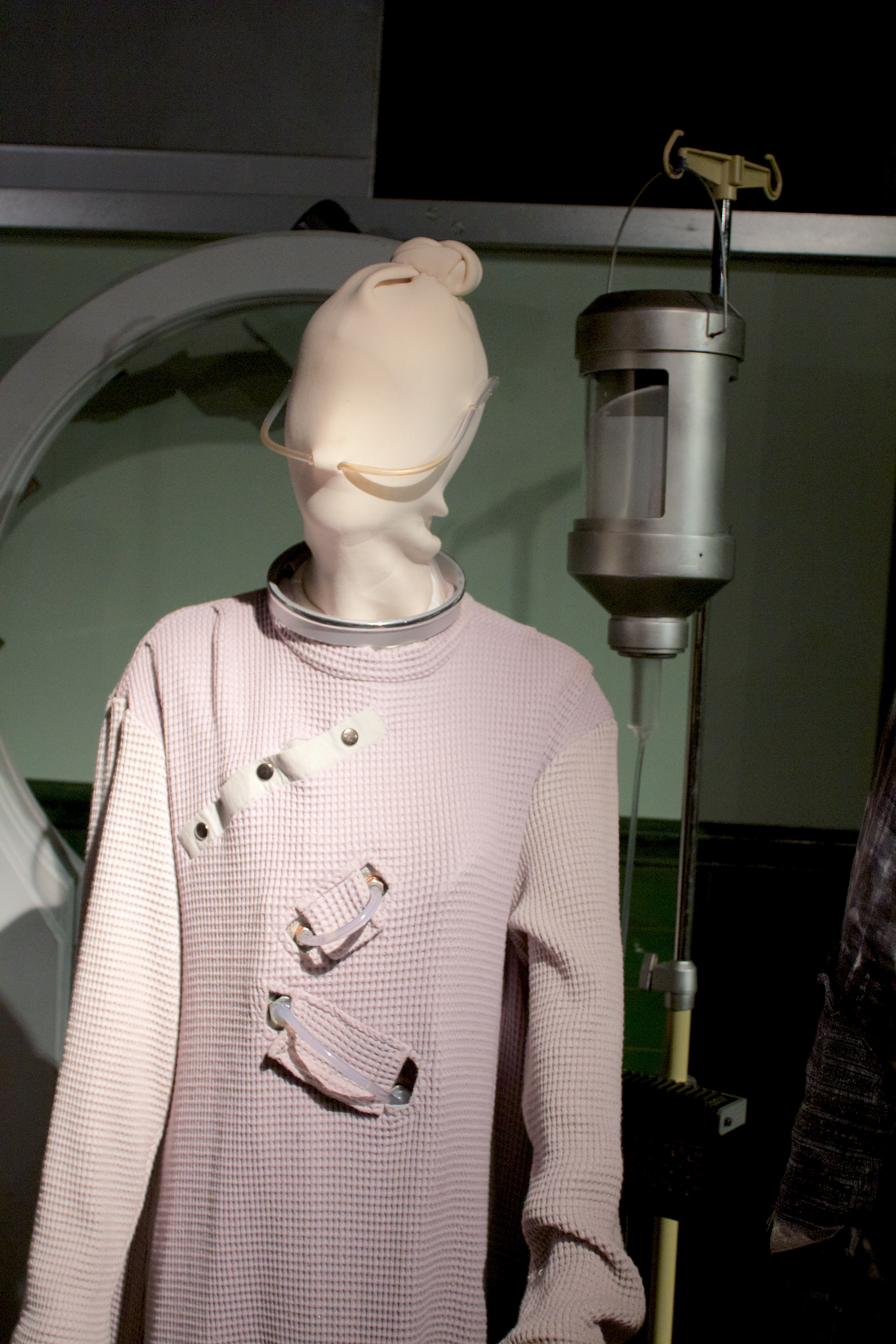
Пациент больницы на выставке Doctor Who Experience

Доктор, Нардол и Мисси выясняют, что два дня назад некоторые из членов основного состава корабля отправились на нижние уровни судна, чтобы перенастроить двигатели, но обратно никто не вернулся. Жорж утверждает, что на корабле никого не было, кроме команды, тогда как Нардол показывает, что на самом деле там обитают тысячи форм жизни. Это — потомки костяка состава: ввиду эффекта релятивистского замедления времени вблизи чёрной дыры, на нижних уровнях корабля время движется быстрее, чем на мостике, и таким образом там сменились уже многие поколения. Доктор выводит из строя Жоржа и вместе с Нардолом и Мисси на лифте отправляется вниз.
Билл просыпается в больнице и обнаруживает, что вместо сердца ей было установлено механическое устройство. Один из сотрудников больницы по имени Рейзор берёт Билл под своё крыло. От него девушка узнаёт, что некоторые пациенты ждут «обновления» для операции «Исход», чья цель заключается в том, чтобы покинуть отравленные выхлопами нижние уровни корабля и захватить командование. Спустя много лет после прибытия Билл они видят на записях с мостика, что Доктор отправился к ним вниз на лифте. После этого Рейзор обманом заманивает Билл в лабораторию, где она становится предметом следующего «обновления».
Доктор и Нардол отправляются исследовать больницу, в то время как Мисси пытается определить, откуда изначально летел корабль колонистов. Ей удаётся узнать, что судно происходит с планеты-близнеца Земли, Мондаса. Появляется Рейзор, который говорит, что Мисси уже была здесь раньше и Доктор никогда не простит её за то, что она сделала с Билл. Когда Повелительница Времени заявляет, что ничего подобного не было, Рейзор снимает с себя маску и оказывается предыдущим воплощением Мисси, Мастером (он маскировался для Билл, чтобы она не узнала в нём бывшего премьер-министра Гарольда Саксона). Доктор и Нардол обнаруживают в операционном блоке мондасианского киберчеловека в том виде, в котором Доктор с ними впервые столкнулся. Выясняется, что этим киберчеловеком на самом деле является Билл. После этого Мастер и Мисси объясняют остальным, что они стали свидетелями зарождения киберлюдей. Со слезами на глазах киберчеловек говорит Доктору, что ждал его.

### Связь с другими сериями

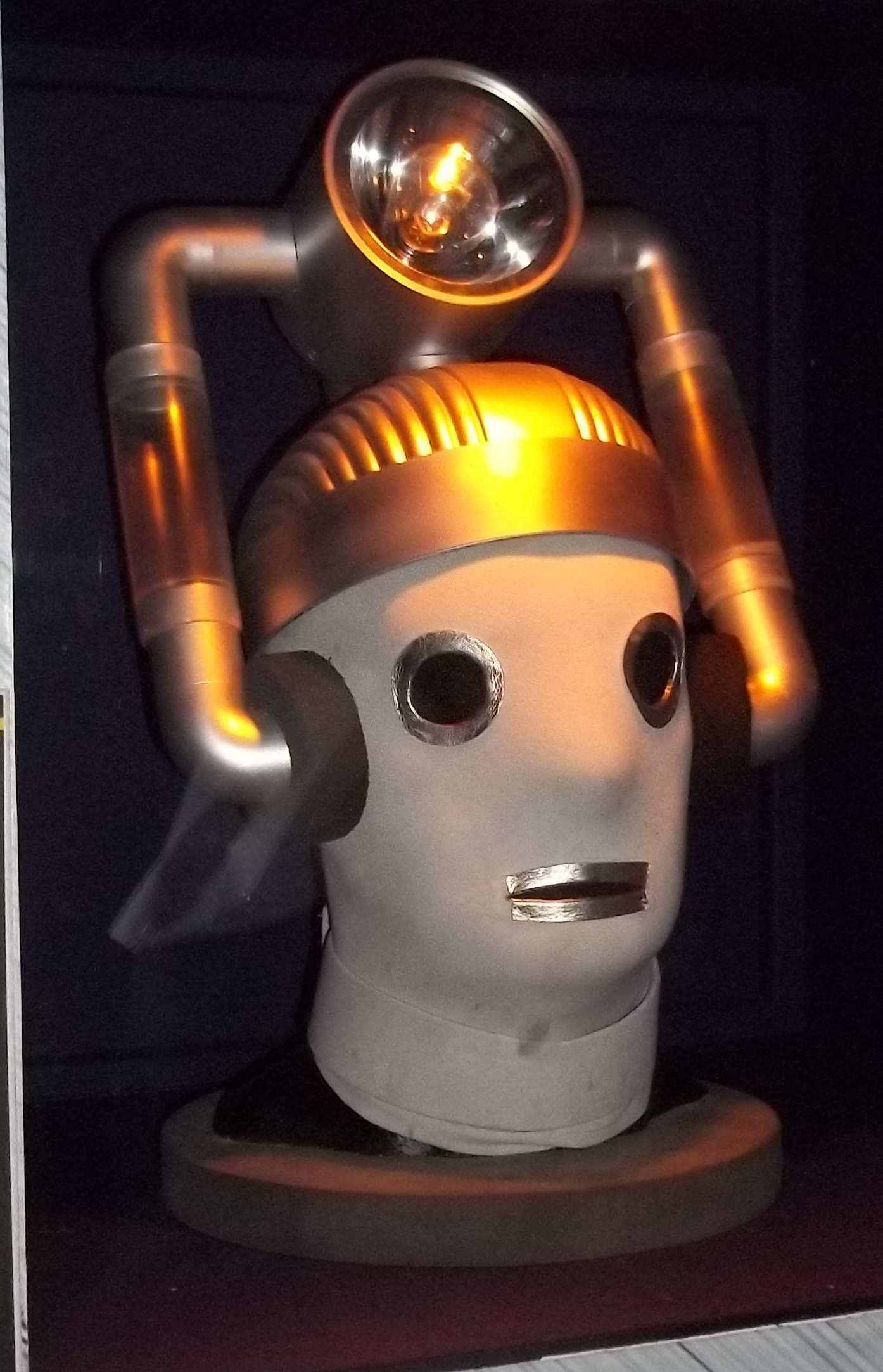
Мондасианский киберчеловек на выставке Doctor Who Experience

Доктор применяет против Жоржа венерианское айкидо —  впервые его использовал Третий Доктор в серии «Инферно», тогда оно было названо венерианским карате, термин «айкидо» был присвоен в «Зелёной смерти».
Пристрастие Мастера к маскировкам было впервые продемонстрировано в «Терроре автонов», где он притворялся работником телефонной службы. Мастер упоминает, что однажды был избран премьер-министром («Барабанная дробь»/«Последний Повелитель Времени»).

### Внешние отсылки
Название серии является цитатой из стихотворения Эндрю Марвелла «К стыдливой возлюбленной» (англ. To His Coy Mistress):

Сударыня, будь вечны наши жизни, / Кто бы стыдливость предал укоризне? / Не торопясь, вперёд на много лет / Продумали бы мы любви сюжет.
<…>
Но за моей спиной, я слышу, мчится / Крылатая мгновений колесница; / А перед нами — мрак небытия, / Пустынные, печальные края. / Поверьте, красота не возродится, / И стих мой стихнет в каменной гробнице…
Оригинальный текст (англ.)Had we but world enough, and time, / This coyness, Lady, were no crime / We would sit down and think which way / To walk and pass our long love's day.
<…>
But at my back I always hear / Time's wingèd chariot hurrying near; / And yonder all before us lie / Deserts of vast eternity. / Thy beauty shall no more be found, / Nor, in thy marble Vault, shall sound / My echoing song...

## Производство
6 марта 2017 года было объявлено, что в финале десятого сезона вновь появятся оригинальные мондасианские киберлюди из серии «Десятая планета». 6 апреля 2017 года BBC официально подтвердила, что Джон Симм, который в последний раз появлялся в роли Мастера в спецвыпуске «Конец времени» в 2010 году, вновь примет участие в сериале и присоединится к своей преемнице Мишель Гомес в первой за историю сериала серии с несколькими Мастерами.
Вместе с эпизодом «Падение Доктора» серия вошла в седьмой съёмочный блок. Читка сценария состоялась 21 февраля 2017 года. Съёмки начались 24 февраля 2017 года. 7 марта в качестве съёмочной локации вновь был задействован Кардиффский университет. В тот же день на улице Bute Street в Кардиффе снимались сцены за пределами больницы. Съёмочный процесс завершился 28 марта 2017 года. Сцена с регенерацией Доктора в начале серии была отснята позднее, 12 июня 2017 года, как часть производственного блока рождественского спецвыпуска «Дважды во времени».

## Рекламная кампания
6 марта 2017 года на официальном сайте сериала была опубликована фотография, на которой был изображён Питер Капальди в окружении классических мондасианских киберлюдей. 17 июня 2017 года был показан 30-секундный трейлер к серии. Ровно в полночь 18 июня в специальном пресс-релизе BBC выпустили новую промо-фотографию к финалу с Доктором, Мисси и Мастером, которая была выполнена в том же стиле, что и постер к юбилейному спецвыпуску «День Доктора», изображающий три воплощения Доктора. Позже в тот же день вышел отрывок из эпизода. 21 июня был продемонстрирован ещё один трейлер. 23 июня в сети появился тизер к эпизоду. 24 июня одновременно с трансляцией «Будь вечны наши жизни» по телевидению впервые состоялся особый показ эпизода под живой аккомпанемент Уэльского национального оркестра BBC, который был проведён в Уэльском Миллениум-центре. Также концерт «Доктор Кто: Финальный отсчёт» включал в себя эксклюзивную панель Q&A с Пёрл Маки и Стивеном Моффатом.

## Показ
Премьера серии состоялась 24 июня 2017 года на канале BBC One. За ночь эпизод посмотрели 3,37 миллиона телезрителей Великобритании. По сравнению с другими программами, вышедшими в тот же день, доля общей зрительской аудитории составила вполне успешные 22 %. Финальный рейтинг увеличился до 5 миллионов с долей 28,2 %, а «Будь вечны наши жизни» занял девятое место среди самых просматриваемых программ недели на BBC One. Серия получила высокий индекс оценки 85.

### Отзывы критиков
| Рейтинги                        | Рейтинги |
| Издание                         | Оценка   |
| ------------------------------- | -------- |
| Rotten Tomatoes (Tomatometer)   | 100%     |
| Rotten Tomatoes (Average Score) | 9,37     |
| Radio Times                     | [ 11 ]   |
| New York Magazine               | [ 24 ]   |
| SFX Magazine                    | [ 25 ]   |
| Daily Mirror                    | [ 26 ]   |
| TV Fanatic                      | [ 27 ]   |
| Российская газета               | [ 28 ]   |
| IGN                             | 9,0      |
| The A.V. Club                   | A-       |
| Indiewire                       | A-       |
| Entertainment Weekly            | B+       |

«Будь вечны наши жизни» удостоился крайне одобрительной реакции критиков. Некоторые из них, однако, посетовали на то, что ещё до выхода серии создателями было раскрыто два главных сюжетных поворота — появление мондасианских киберлюдей и предыдущего воплощения Мастера. Рейтинг серии на сайте Rotten Tomatoes составляет 100 % со средней оценкой 9,37 из 10 на основе 17 рецензий.
Издание Daily Mirror присудило эпизоду максимальные пять звёзд, заявив, что «это эмоциональная, мрачная и дерзкая история, ритм которой постепенно нарастает, приводя к ошеломительной концовке. Капальди и Маки выдают великолепную игру, в то время как режиссёрская работа Рэйчел Талалэй идеально балансирует между юмором и настоящим ужасом». Патрик Малкерн из журнала Radio Times также поставил серии пять звёзд из пяти и упомянул, что долго ждал приключения с несколькими Мастерами — и «вот оно, с двумя прекрасными актёрами и блистательным сценарием Стивена Моффата. С нетерпением жду, как между Симмом, Гомес и Капальди будут летать искры в двенадцатом эпизоде». The Guardian описал Мастера в исполнении Симма «значительно сдержаннее, представляющим куда более злорадную угрозу, чем в дни противостояния Дэвиду Теннанту в прошлом, и от этого гораздо менее раздражающим».
По мнению Майкла Хогана из газеты The Daily Telegraph, эпизод стал лучшим в десятом сезоне и одним из лучших в возрождённом сериале: «Доктор Вау, я бы сказал. Захватывающе мрачный, с нарастающим напряжением, натурально жуткий и полный блестящих задумок, остающийся при этом доступным для понимания». Рецензент воздал должное Стивену Моффату, отметив, что его сценарий «просто ликует, смакуя озорство Мисси и чёрный юмор Рейзора, после этого живо переключаясь на элементы боди-хоррора и эмоционально резонирующие глубины». Подводя итог, он прокомментировал «красивую съёмку, креативную работу с освещением, зловещий саундтрек и крайне уверенный темп» эпизода, «играющего с чувствами зрителей с дразнящего начала до шокирующего конца». Морган Джеффри с сайта Digital Spy похвалил игру актёров, построение сюжета и визуальную составляющую серии, которые позволили сценаристу «задеть все мыслимые эмоциональные импульсы с множеством печальных, милых и угнетающих моментов». Обозреватель IGN Скотт Коллура оценил эпизод на 9 баллов из 10, охарактеризовав его «двуликим монстром подобно Мастеру и Мисси», который «достойно ведёт десятый сезон к мощному завершению. „Будь вечны наши жизни“ полон замечательных научно-фантастических концепций, опасностей для всех героев, юмора, жути и многого другого».